# Etmopterus unicolor
Etmopterus unicolor es una especie de pez de la familia Dalatiidae en el orden de los Squaliformes.

## Morfología
Los machos pueden alcanzar 64 cm de longitud total.

## Reproducción
Es ovovivíparo.

## Hábitat
Es un pez de mar y de aguas  subtropicales.

## Distribución geográfica
Se encuentra en el Japón y Nueva Zelanda.